# Gymnocranius
Genre
Le genre Gymnocranius est un genre de poissons marins de la famille des Lethrinidae (« capitaines »).

## Liste des espèces
Selon World Register of Marine Species (21 octobre 2014) :
- Gymnocranius audleyi Ogilby, 1916
- Gymnocranius elongatus Senta, 1973
- Gymnocranius euanus (Günther, 1879)
- Gymnocranius frenatus Bleeker, 1873
- Gymnocranius grandoculis (Valenciennes, 1830)
- Gymnocranius griseus (Temminck & Schlegel, 1843)
- Gymnocranius microdon (Bleeker, 1851)
- Gymnocranius oblongus Borsa, Béarez & Chen, 2010
- Gymnocranius olivaceus Fourmanoir, 1961

Quatre nouvelles espèces ont été décrites depuis 2013 : 
- Gymnocranius indicus Chen, Miki, Nevill & Borsa, 2024 (bossu blanc de l'océan Indien)
- Gymnocranius obesus Chen, Miki & Borsa, 2017 (bossu blanc obèse)
- Gymnocranius satoi Borsa, Béarez, Paijo & Chen, 2013 (bossu blanc de Sato)
- Gymnocranius superciliosus Borsa, Béarez, Paijo & Chen, 2013 (bossu blanc à sourcil)

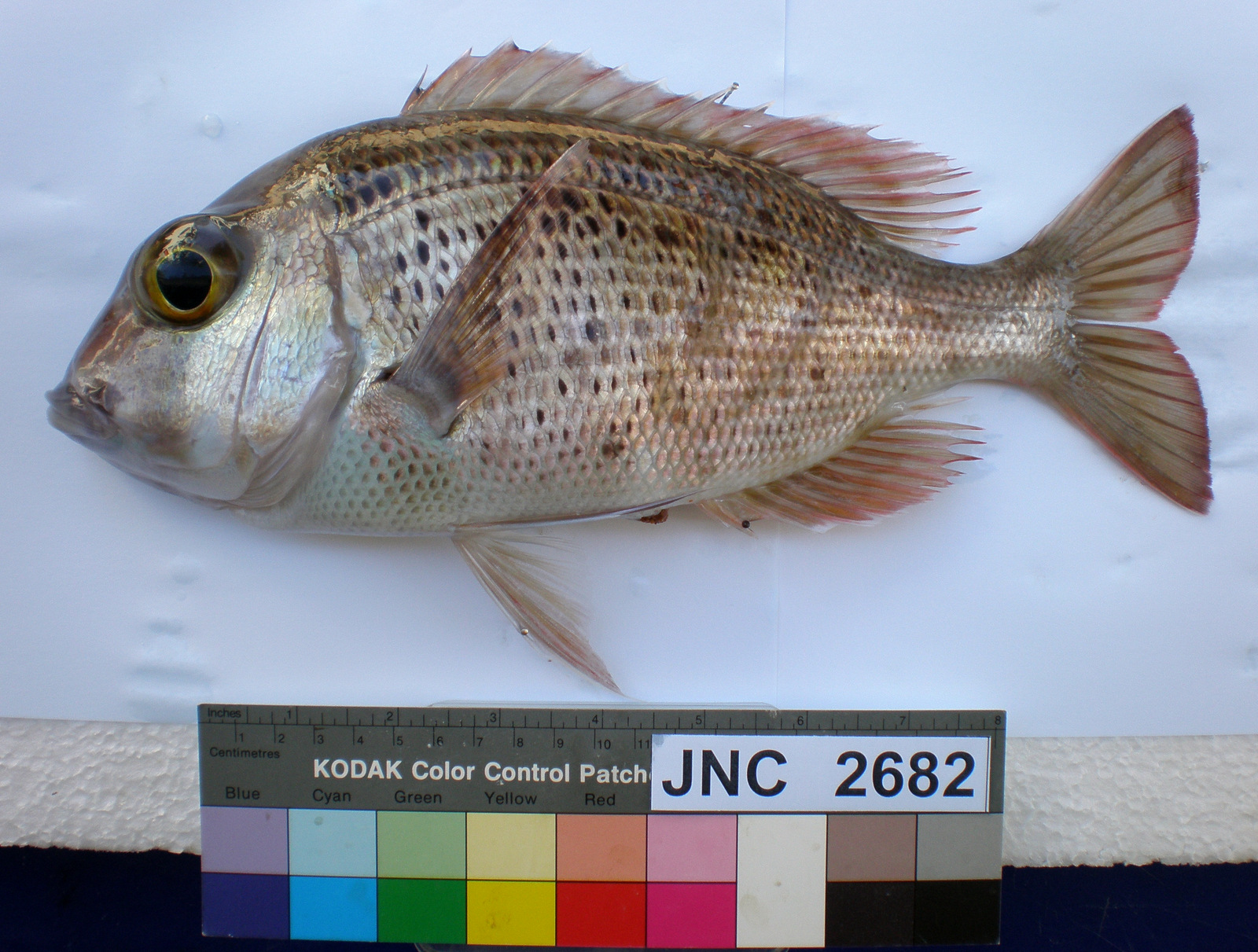
Gymnocranius euanus
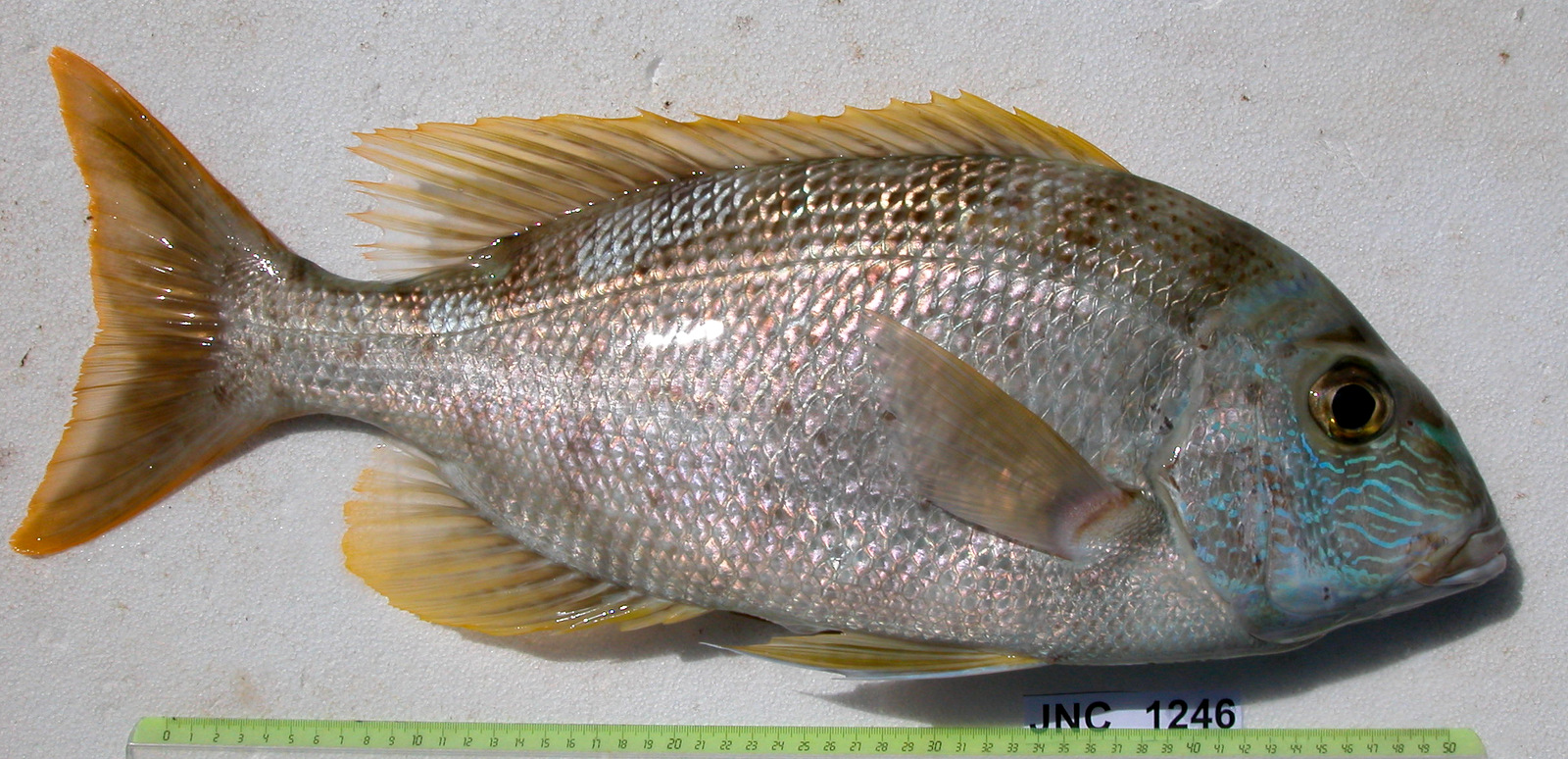
Gymnocranius grandoculis
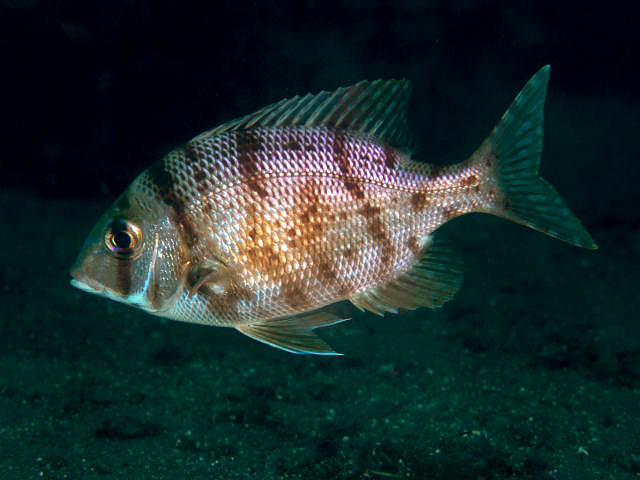
Gymnocranius griseus

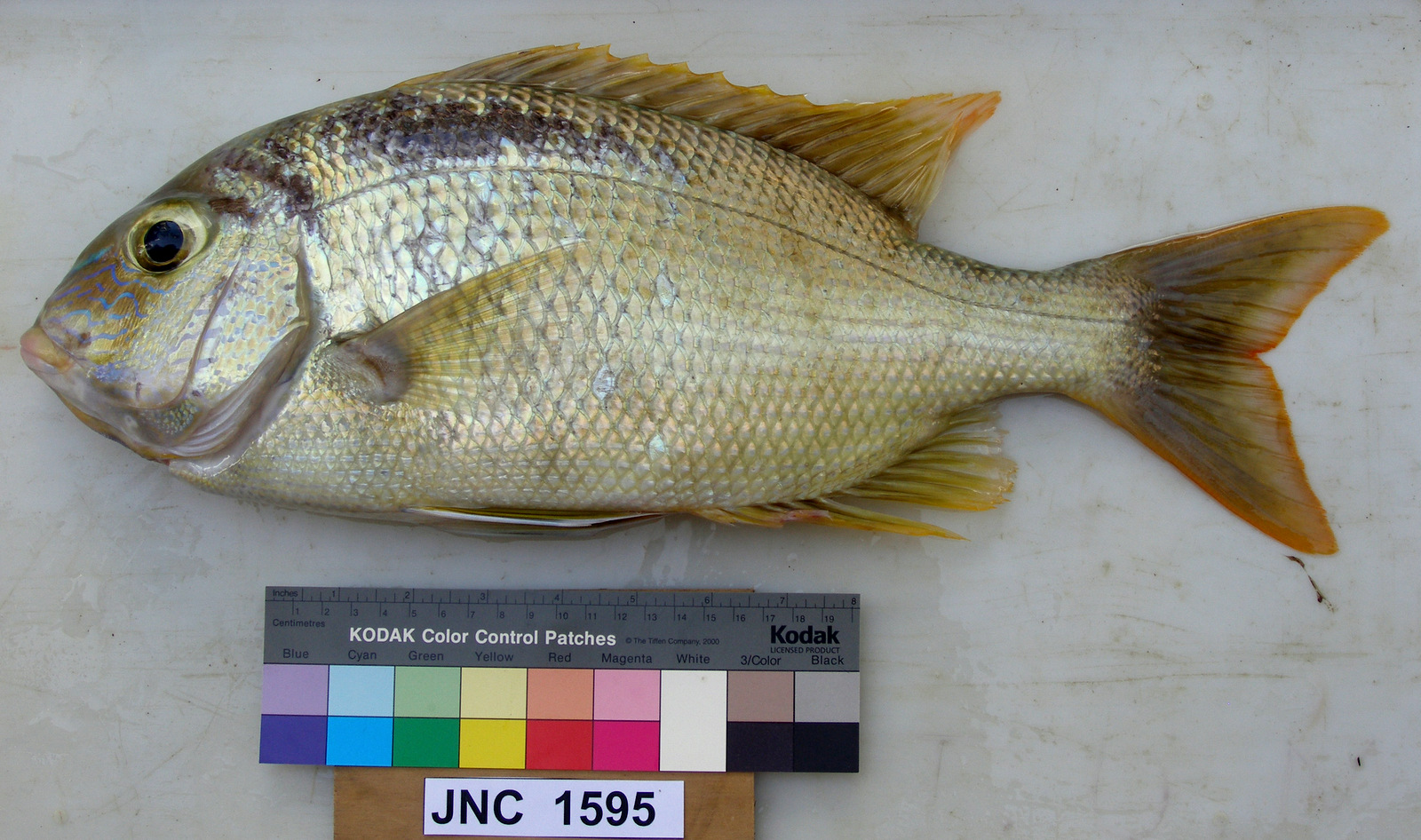
Gymnocranius grandoculis
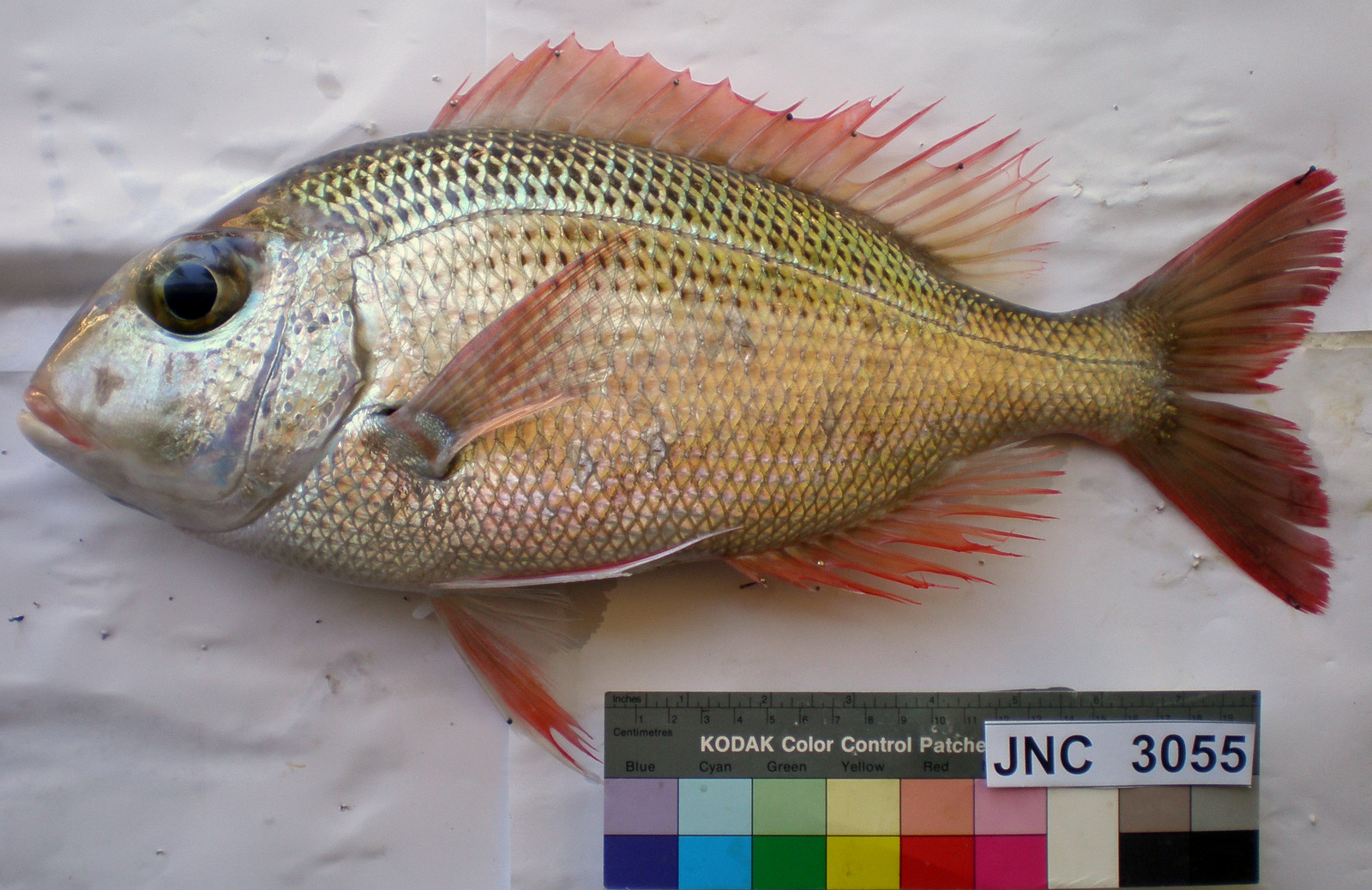
Gymnocranius satoi
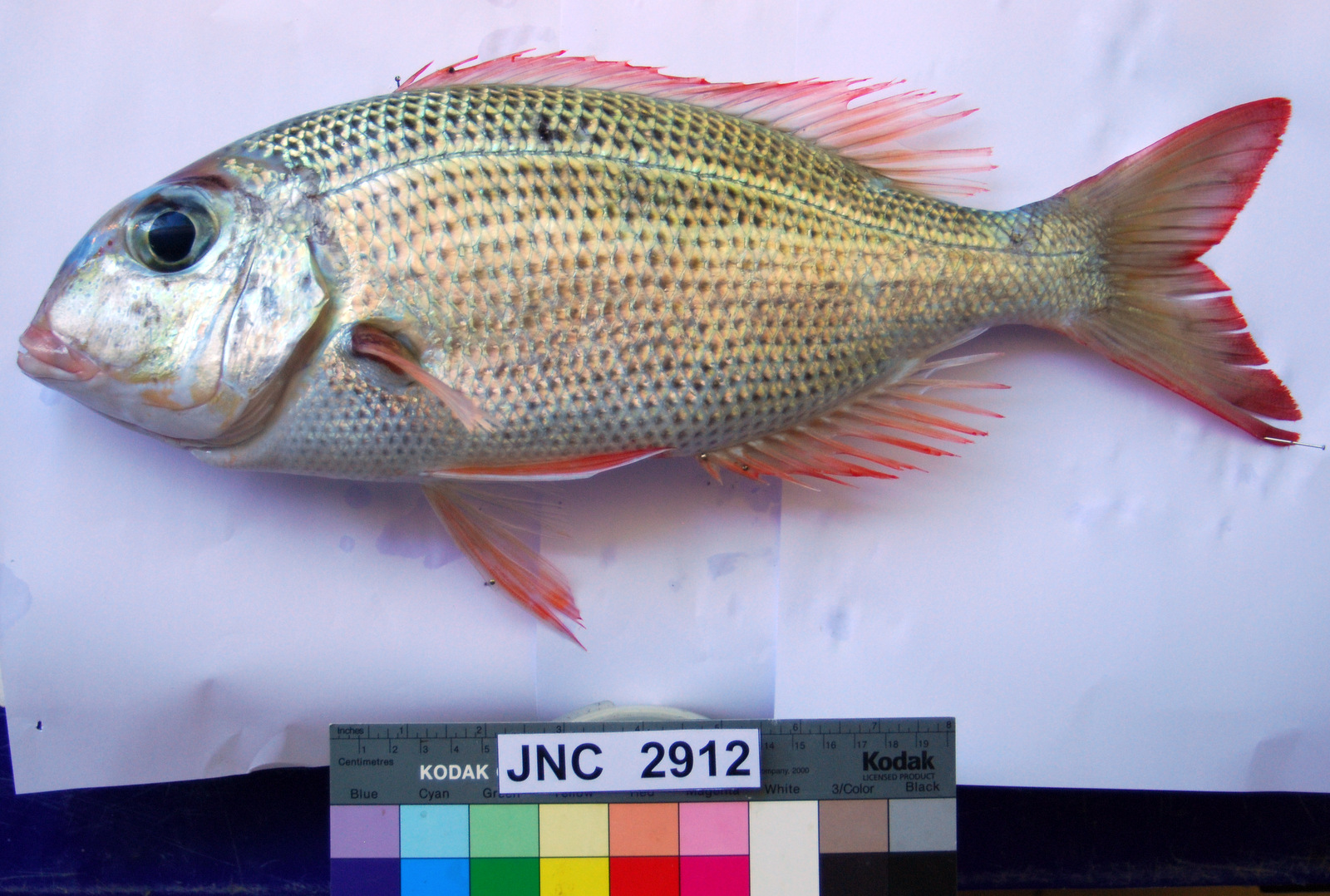
Gymnocranius superciliosus